# Handball-Oberliga Baden-Württemberg der Frauen 2010/11
Die Handball-Oberliga Baden-Württemberg der Frauen 2010/11 wurde unter dem Dach der Handballverbände Baden, Südbaden sowie  Württemberg organisiert. Sie ist die höchste Spielklasse des Verbundes und wird unterhalb der 3. Liga als vierthöchste Spielklasse im deutschen Ligensystem eingestuft.

## Saisonverlauf
Die Handball-Oberliga Baden-Württemberg der Frauen 2010/11 war die elfte Ausspielung dieser Handballliga.

### Modus
Fünfzehn Mannschaften spielten eine Vor- und Rückrunde. Nach Abschluss der daraus resultierenden Spieltage sind Meister und Vizemeister in die neu gegründete 3. Liga aufgestiegen und die letzten vier Mannschaften in die vom Badischen-, Südbadischen- und Württembergischen-Handballverband organisierten Ligen abgestiegen.

## Teilnehmer
Nicht mehr dabei waren die Auf- und Absteiger der Vorsaison. Neu hinzukamen die Absteiger (A) der Regionalliga Süd und die Aufsteiger (N) aus den Verbandsligen.

Handballverband Baden

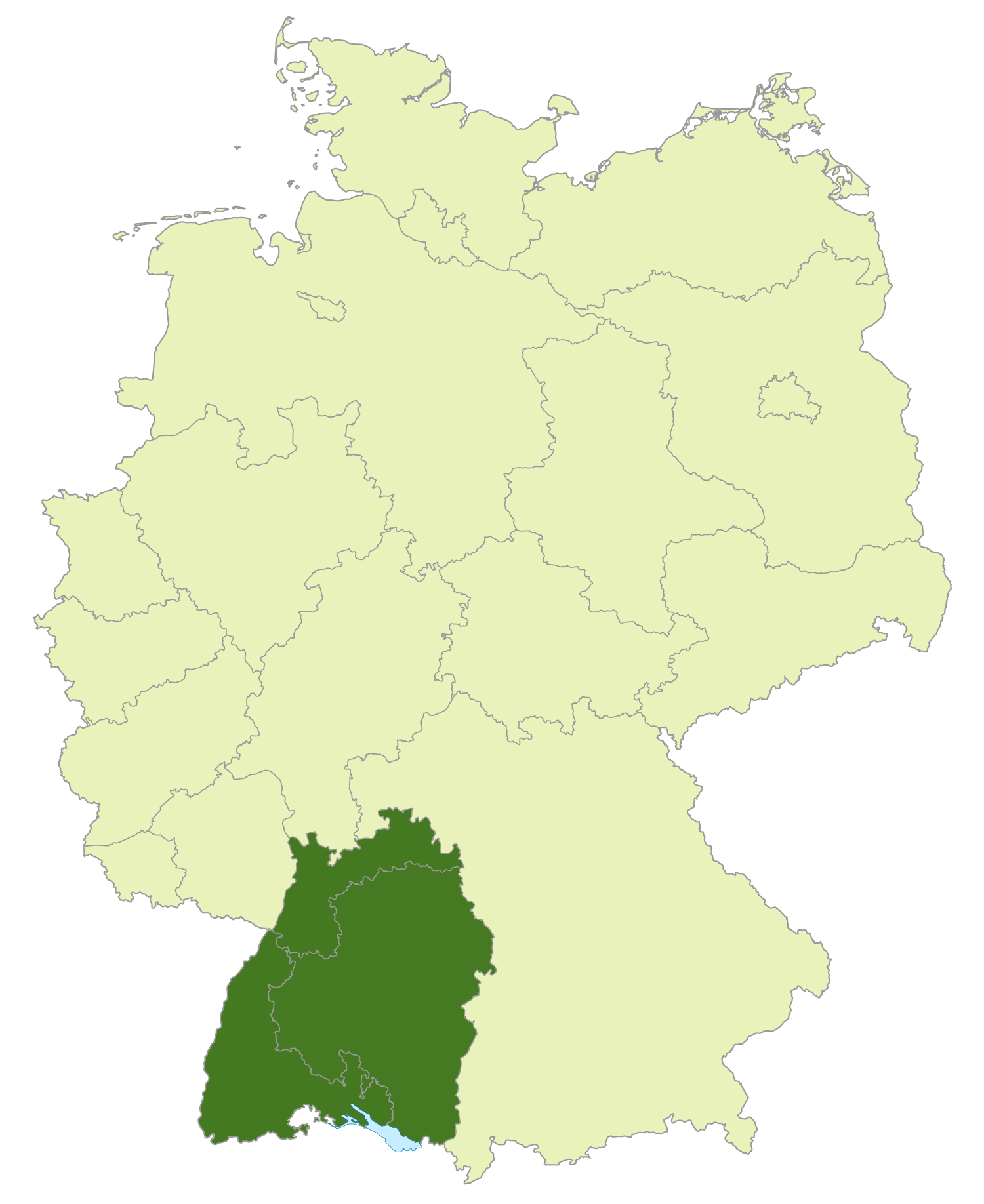
Bereich Handball-Oberliga
Baden-Württemberg

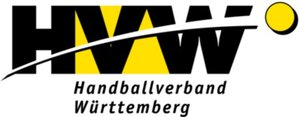
Handballverband Württemberg

### Abschlussplatzierungen
|  1. TG Nürtingen  2. TV Möglingen 05 (A) - 3. TV Pflugfelden - 4. TV Oppenweiler (A) - 5. SV Allensbach II - 6. TV Nellingen II - 7. HSG TB/TG 88 Pforzheim - 8. TV Holzheim 1885 - 9. TSF Ludwigsfeld - 10 SG Ober-/Unterhausen - 11 TV Lahr 1846 (N)  12 TSG Ketsch II (A)  13 HSG Kochertürn/Stein (N)  14 TSV Schmiden 1902 (N)  15 TV 1890 Bammental (N) |

(A) = Absteiger aus der Regionalliga Süd (N) = neu in der Liga
  Meister und Aufsteiger zur 3. Liga 2011/12
 Aufsteiger zur 3. Liga 2011/12
- Für die Oberliga 2011/12 qualifiziert